# Elvira Out
Elvira Out, née le 23 juin 1968 à Cardiff au Pays de Galles, est une actrice et chanteuse néerlandaise.

## Filmographie

### Cinéma
- 1992 : Survival : Carolien
- 1995 : Brylcream Boulevard (nl) : La prostituée de Liverpool
- 1998 : Ivoren Wachters
- 1999 : The Interview
- 1999 : Issue de secours (Do Not Disturb) : La femme politique
- 2000 : Total Loss (nl) : Vrouw op boot
- 2000 : De stilte van het naderen (nl)	: Susan ter Horst
- 2001 : Morlang (nl) : Verpleegster
- 2009 : Lover of loser (nl) : Klant in kapsalon
- 2010 : Vlees : Sonia
- 2010 : Fuchsia, la petite sorcière : Mère de Tommie

### Téléfilms
- 1999 : Westenwind (nl) :Freia Meuleman
- 2001 : Dok 12 : Marga Maarseveld
- 2006-2007 : Goede tijden, slechte tijden : Emma Snijder
- 2007 : Voetbalvrouwen (nl) : Joan
- 2007 : Flikken Maastricht : Nettie Geesink
- 2013-2015 : Goede tijden, slechte tijden : Bianca Brandt
- 2015 : De zoon van Artan (nl) : Winne

## Discographie

### Album studio

#### Avec son groupeKinderen voor Kinderen
- 1980 : Kinderen voor Kinderen 1[2]